# Rio Seille (Saône)
O rio Seille  é um rio dos departamentos de Jura e Saône-et-Loire. É afluente pela margem esquerda do rio Saône, e assim sub-afluente do rio Ródano. Nasce no departamento de Jura e conflui com o rio Saône na comuna de La Truchère, em Saône-et-Loire. É navegável nos últimos 39 km, a jusante de Louhans.
Banha, entre outras, as comunas de Nevy-sur-Seille, Voiteur, Arlay, Bletterans, Louhans e La Truchère. 
Entre os afluentes e sub-afluentes do Seille encontram-se:
- O rio Brenne (margem direita), 54 km, que conflui em Frangy-en-Bresse, no hameau de Clémencey.
- O rio Solnan (margem esquerda), 62 km, que conflui em Louhans
  - * O rio Sevron (margem ), 55 km
  - * O rio Gizia (margem direita), 17 km
  - * O rio Vallière (margem direita), 51 km
- O rio Sâne Vive, 46,8 km, que conflui em La Genête
  - O rio Sâne Morte, 54,6 km, que conflui com o Sâne Vive em Ménetreuil